# Округ Голден Вали (Монтана)
Голден Вали (енгл. Golden Valley County) је округ у америчкој савезној држави Монтана.

## Демографија
По попису из 2010. године број становника је 884, што је 158 (-15,2%) становника мање него 2000. године.
| Група             | 2000.         | 2010.       |
| Белци             | 1.020 (97,9%) | 822 (93,0%) |
| Афроамериканци    | 0 (0,0%)      | 0 (0,0%)    |
| Азијати           | 1 (0,1%)      | 6 (0,7%)    |
| Хиспаноамериканци | 13 (1,2%)     | 31 (3,5%)   |
| Укупно            | 1.042         | 884         |